# Сао Жоао да Мадеира
Сао Жоао да Мадеира (Сан Жуан Де Мадејра) (порт. São João da Madeira) је значајан град у Португалији, смештен у њеном западном делу. Град је друго по важности насеље у саставу округа Авеиро, где чини једну од општина.
Град је познат као средиште производње обуће.

## Географија
Град Сао Жоао да Мадеира се налази у западном делу Португалије. Од главног града Лисабона град је удаљен 290 километара северно, а од Портоа град 40 јужно. 
Рељеф: Сао Жоао да Мадеира у побрђу, на приближно 210 m надморске висине. Око града се пружа заталасано подручје, које је плодно и густо насељено. Источно од града тло се спушта у приобалну равницу Беиру.
Клима: Клима у Сао Жоаоу да Мадеира је атлантска са много падавина.
Воде: Сао Жоао да Мадеира лежи на речици Набао, притоци реке Зазере. Река дели град на западни, стари, и источни, нови део.

## Историја
Подручје Сао Жоаоа да Мадеира насељено још у време праисторије. Насеље је било без већег значаја све до 19. века, када је започета индустријализација земље, па се насеље, будући смештено између Лисабона и Портоа, почело нагло развијати. Посебно се развила индустрија обуће.
Град је добио градска права 1984. године.

## Становништво
По последњих проценама из 2011. г. општина Сао Жоао да Мадеира има око 22 хиљаде становника, сви на градском подручју. Зависно подручје града обухвата и насеља у суседним општинама, са укупно око 50 хиљада ст. Општина је веома густо насељена.

## Партнерски градови
- Салцбург

## Галерија
- Завод за технолошки развој
- Музеј обућарства
- Споменик обућару
- Главна градска Црква св. Јована